# Colículo superior
El techo óptico o simplemente tectum es una estructura pareada que forma el componente más importante del mesencéfalo de los vertebrados. En mamíferos esta estructura se llama de forma más frecuente tubérculo cuadrigémino superior o  colículo superior ([TA]: colliculus superior, del latín: colina superior), pero incluso en mamíferos el adjetivo tectal se usa de forma común. El tectum es una estructura en láminas, con un número de láminas variable según la especie. Las capas superficiales están relacionadas con la sensibilidad, y reciben impulsos nerviosos de los ojos, así como de otros sistemas sensoriales.  Las capas profundas están relacionadas con la función motora, capaces de activar los movimientos oculares y otras respuestas. También se dan capas intermedias, con células multisensoriales y propiedades motoras.

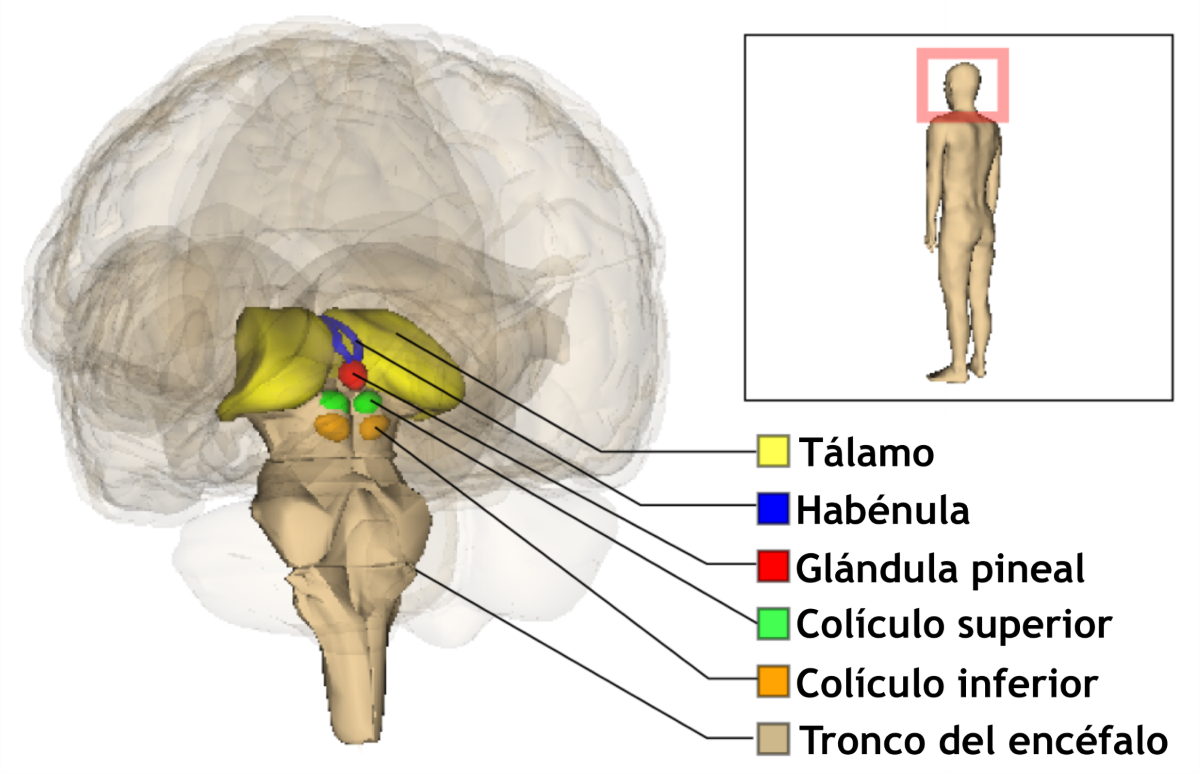
Se pueden observar los colículos superiores de color verde, mientras que los inferiores están de color naranja.